# Миккильская
Миккильская (Миккелица, Матчелица) — река в России, протекает по Пряжинскому району Республике Карелия.

## Общие сведения
Исток — Крошнозеро, впадает в озеро Шотозеро, через которое протекает Шуя. Длина реки — 12 км, площадь водосборного бассейна — 238 км².
Также к бассейну Миккильской относятся озера:
- Миккильское
- Шогарви
- Хлебное

## Данные водного реестра
По данным государственного водного реестра России относится к Балтийскому бассейновому округу, водохозяйственный участок реки — Шуя, речной подбассейн реки — Свирь (включая реки бассейна Онежского озера). Относится к речному бассейну реки Нева (включая бассейны рек Онежского и Ладожского озера).
Код объекта в государственном водном реестре — 01040100112102000014448.

## Фотография

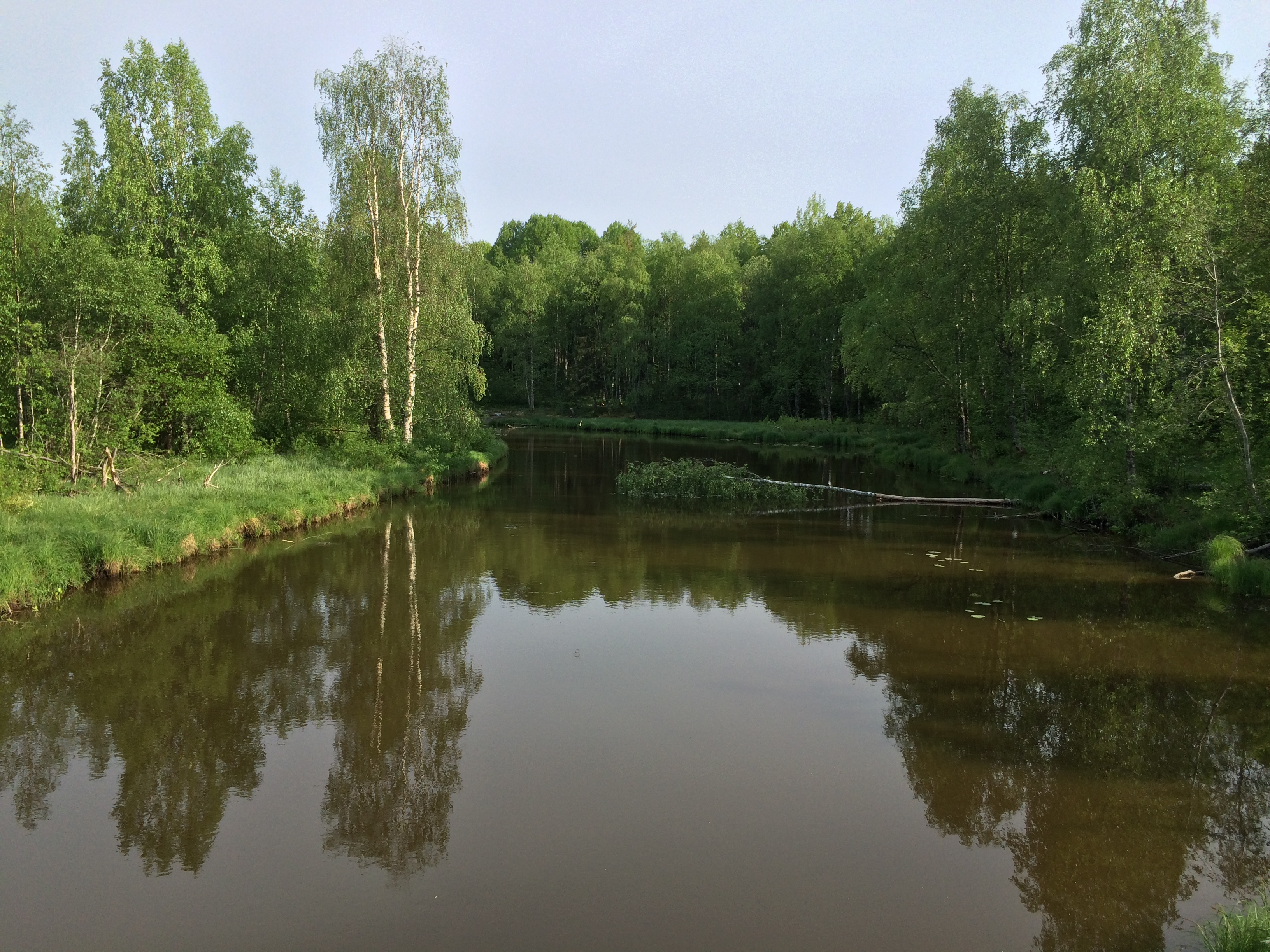
Вид с автомобильного моста